# 証券事務代表
証券事務代表（しょうけんじむだいひょう、中文名：证券事务代表）は、中華人民共和国（以下「中国」）の証券取引所に上場している企業において、情報開示、投資家対応、上場ルールの遵守などを担う役職である。
この役職は、上場企業における法定職務の一つとして制度上位置付けられており、多くの場合、董事会秘书（和訳：取締役会秘書、情報取扱責任者）の補佐的立場にある。取締役会秘書が欠任した場合、証券事務代表がその職務を代行することがある。

## 概要
証券事務代表は、取締役会秘書と連携し、証券取引所や証券監督機関、投資家と企業をつなぐ情報開示の窓口として機能する。特に中国本土の上場企業では、深圳証券取引所（Shenzhen Stock Exchange、中国語：深圳证券交易所）や上海証券取引所（Shanghai Stock Exchange、中国語：上海证券交易所）が、その役割や資格要件を明確に定めている。

## 制度の沿革
1990年代に中国の証券市場制度が整備される中、投資家保護及び情報開示の実効性向上を目的とし、取締役会秘書制度とともに証券事務代表制度が導入されました。この制度の根拠は、各証券取引所が制定する『股票上市规则』（株式上場規則）および『上市公司信息披露指引』（上場企業情報開示指針）などに基づいている。

## 資格と任用要件

### 深圳証券取引所の規定
『深圳证券交易所上市公司信息披露指引第7号——董事会秘书及证券事务代表管理』（2021年4月6日施行、和訳：深圳証券取引所 上場企業情報開示指針第7号―取締役会秘書および証券事務代表管理）では、証券事務代表に以下の要件を課している：
- 上場企業に雇用されていること
- 法律、会計、企業経営、証券等に関する知識と実務経験を有すること
- 証券取引所が実施する研修を受講すること

また、同規定の第10条では、証券事務代表は「取締役会秘書資格試験」に合格し、「取締役会秘書資格証書（董事会秘书资格证书）」を取得する必要がある。任用後は定期的な研修への参加も義務づけられている。

### 上海証券取引所の規定
2025年4月に改正された『上海证券交易所股票上市规则』（和訳：上海証券取引所 株式上場規則）では、証券事務代表に関する規定が新たに定められた。これにより、証券事務代表は取締役会秘書を補佐し、証券取引所との連絡業務を担うことが制度上明確にされた。

## 実務上の位置付け
証券事務代表は、公告文書の作成、投資家対応、臨時報告の草案の作成、株主総会・取締役会に関する情報整理など、企業と資本市場をつなぐ実務の中核を担う。また、証券事務代表の異動・任命・退任は、独立した公告として公表されることが多い。

## 給与水準
証券事務代表は、高度な専門性と職務の重要性を踏まえ、一般に取締役会秘書と同等またはそれ以上の役職とされている。給与水準も企業内の中堅管理職に相当することが多く、ストックオプション等の株式報酬が与えられる場合もある。
また、証券事務代表は日常的に企業の機密情報や経営戦略に接するため、人材の定着を図る目的で、相対的に高水準の報酬が支給される傾向がある。

### 公示の実例
以下は、巨潮資訊網（CNINFO）に掲載された証券事務代表に関する公示例である。リンク先では公示原文を閲覧できる。
- 中国平安保険（集団）株式会社『証券事務代表変更に関する公告』（2011年9月9日）[2]
- 中国人寿保険株式会社『証券事務代表変更に関する公告』（2016年11月2日）[3]
- 博深株式会社『証券事務代表辞任に関する公告』（2024年5月21日）[4]

## 他国制度との比較

### 日本
日本の上場企業には、証券事務代表に相当する法定役職は存在しないが、インベスター・リレーションズ担当者や会社法に基づく法務部門や総務部門、または取締役会事務局が、情報開示や株主対応を担っている。企業によっては、情報開示責任者（ディスクロージャー・オフィサー）を任命する場合もある。

### 香港
香港では、上場企業に「会社秘書（Company Secretary」の設置が義務付けられており、香港取引所（HKEX）との連絡、法定文書の管理、取締役会運営の補佐などを担う。この役職は、中国本土の取締役会秘書および証券事務代表の職務と類似するが、通常は1名体制である。また、香港公司治理公会（The Hong Kong Chartered Governance Institute）の資格取得が推奨されている。

## 備考
- 一部の出典は、初回アクセス時に表示されないことがあります。ページを再読み込みしてご確認ください。